# Lincoln (Nueva York)
Lincoln es un pueblo ubicado en el condado de Madison en el estado estadounidense de Nueva York. En el año 2000 tenía una población de 1,818 habitantes y una densidad poblacional de 28 personas por km².

## Geografía
Lincoln se encuentra ubicado en las coordenadas 43°2′30″N 75°44′21″O / 43.04167, -75.73917.

## Demografía
Según la Oficina del Censo en 2000 los ingresos medios por hogar en la localidad eran de $ 46,023 y los ingresos medios por familia eran $50,000. Los hombres tenían unos ingresos medios de $35,625 frente a los $25,821 para las mujeres. La renta per cápita para la localidad era de $20,751. Alrededor del 5.1% de la población estaban por debajo del umbral de pobreza.